# Kamienica Carla Meinhardta w Bydgoszczy
Kamienica Carla Meinhardta w Bydgoszczy – kamienica położona w Bydgoszczy przy ul. Gdańskiej 27.

## Położenie
Budynek stoi w zachodniej pierzei ul. Gdańskiej, naprzeciw placu Wolności.

## Historia
Kamienicę wzniesiono w latach 1908–1909 dla restauratora Carla Meinhardta w miejscu dawnej willi Georga Minde-Poueta, gdzie znajdowała się pierwsza siedziba Biblioteki Miejskiej.
Budynek został zaprojektowany przez architekta bydgoskiego Alfreda Schleusenera. Do dziś wyróżnia się w ciągu zabudowy jako jedna z kamienic o wielkomiejskim charakterze.
Początkowo miała bardzo bogato zdobioną elewację, jak i wnętrza.
19 stycznia 1934 r. w godzinach popołudniowych, w okresie wzmożonego ruchu ulicznego, ze szczytu budynku z wysokości 20 m spadła figura zdobiąca elewację i zabiła dwie osoby: 25-letniego nauczyciela Jana Kranza i 18-letnią uczennicę w cukierni Irenę Mądrowską. Ranny został jeszcze jeden przechodzień. Następstwem tego wypadku było usunięcie z budynku wszystkich figur i dekoracji oraz przystąpienie do ogólnomiejskiej akcji usuwania z budynków wszystkich „niepotrzebnych” gzymsów i figur, dotknęło to m.in. fasady Teatru Miejskiego i Archiwum Państwowego.
W okresie międzywojennym budynek należał do współwłaściciela fabryki obuwia Behring, Jana Ostrowskiego. Od lat 20. w parterze mieści się apteka „Centralna". Jej pierwotny wystrój w całości przygotował Jakub Hechliński, bydgoski projektant mebli. W tym czasie w budynku mieścił się również zakład leczniczy doktora Szymańskiego proponujący kąpiele, masaże i gimnastykę. W latach 30. kąpiele zwykłe, lecznicze i hydroterapię prowadził tu „Sanitas". W budynku mieściła się także farbiarnia „Barwa” prowadzona przez rodzinę Kłamajskich.
W latach 40. kamienicę przebudowano według projektu Alfreda Schleusenera, zaś po II wojnie światowej kamienica doczekała się remontu dopiero w 1974 r. przed planowaną wizytą w mieście I sekretarza KC PZPR Edwarda Gierka. Przy tej okazji z fasady usunięto wszystkie rzeźby i zdobienia.
W 2003 r. kamienicę gruntownie odrestaurowano przywracając elewacji sztukatorską dekorację. Z okazji ukończenia remontu, redakcja lokalnego oddziału "Gazety Wyborczej", która od 1995 posiada w budynku swoją siedzibę, zorganizowała pierwsze Święto Ulicy Gdańskiej.

## Architektura
Budynek zaprojektowano w stylu wczesnego, historyzującego modernizmu. Wzniesiono go na rzucie podkowy, ze środkową częścią eksponowaną od ul. Gdańskiej.
Po renowacji w 2003 r. elewacja budynku posiada odtworzone sztukatorskie zdobienia, m.in.: pełnoplastyczne figury aniołów w partii szczytowej, nagie postacie sześciu kobiet na poddaszu i czterech chłopców na trzecim piętrze, maszkarony i małpki (jedna z nich zasłania uszy, druga - oczy, trzecia - usta). Na balkonach odtworzono ozdobne, kute balustrady.
We wnętrzu zachowała się czynna do dzisiaj zabytkowa winda oraz fragmenty pierwotnej sztukaterii. Na zapleczu apteki „Centralna” zachowały się zabytkowe przyrządy farmaceutyczne, m.in. waga, kieliszek do płukania oka, otwieracz do butelek i moździerz.

## Galeria

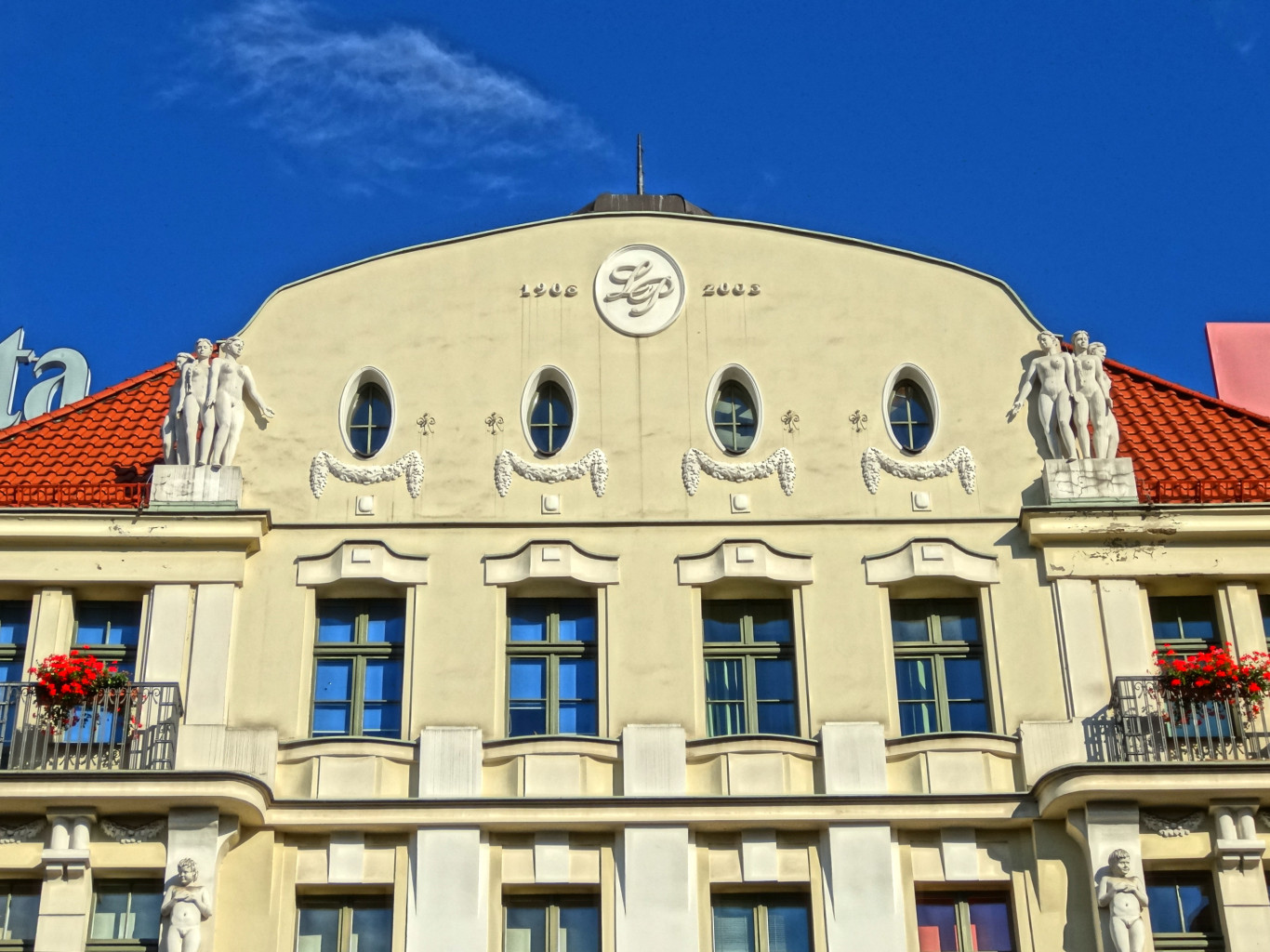
Szczyt
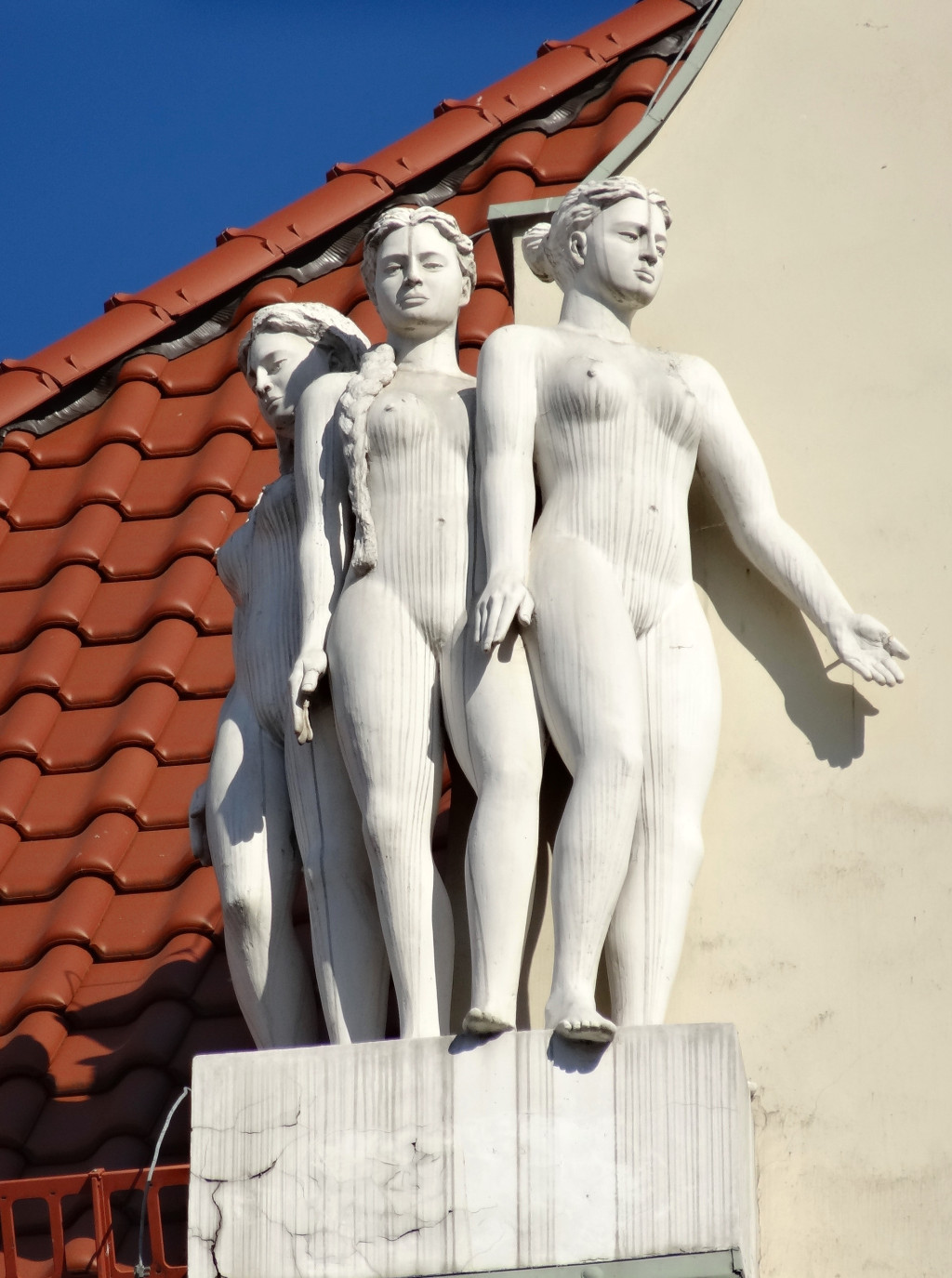
Postacie alegoryczne
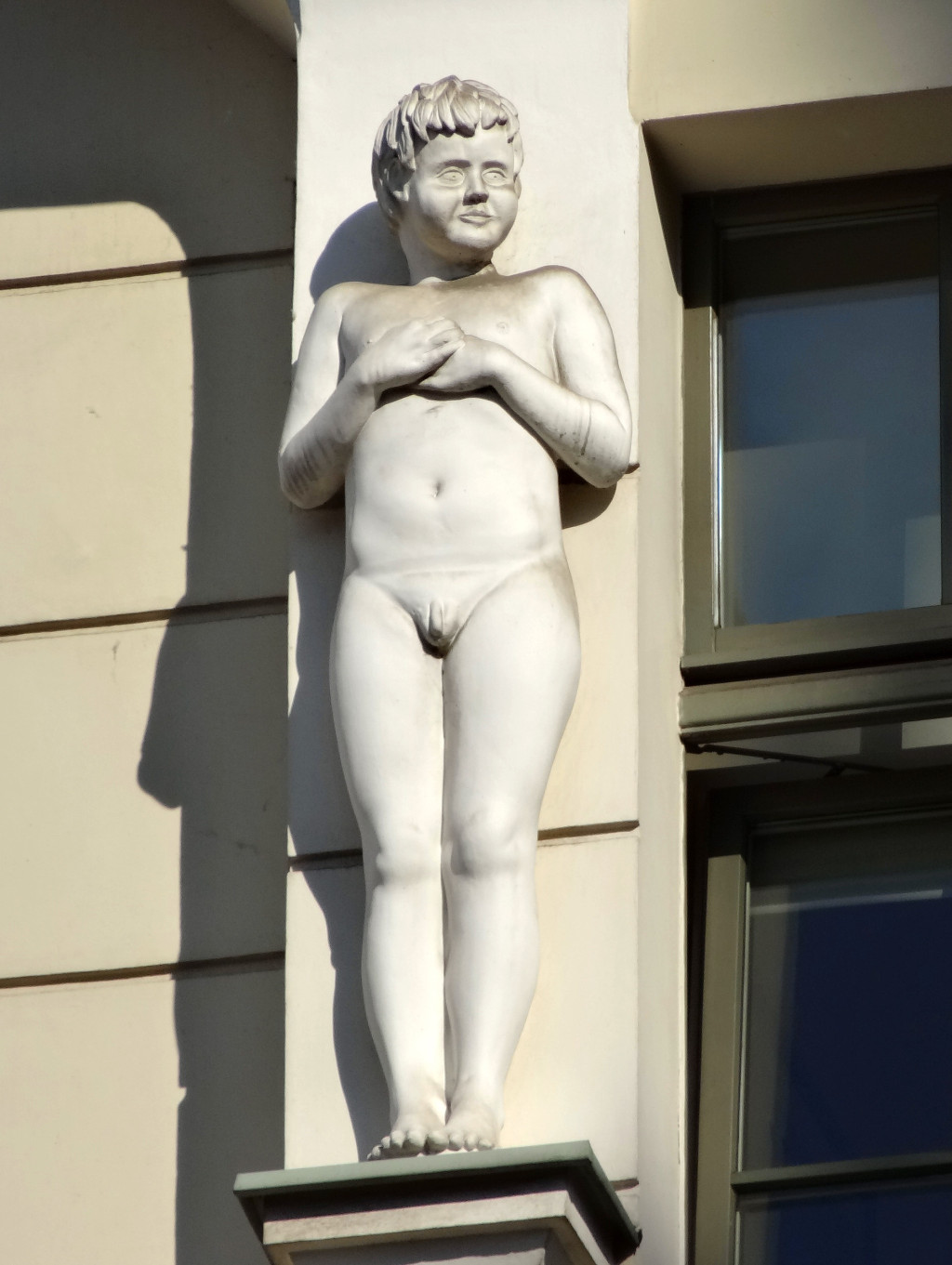
Młodzieniec
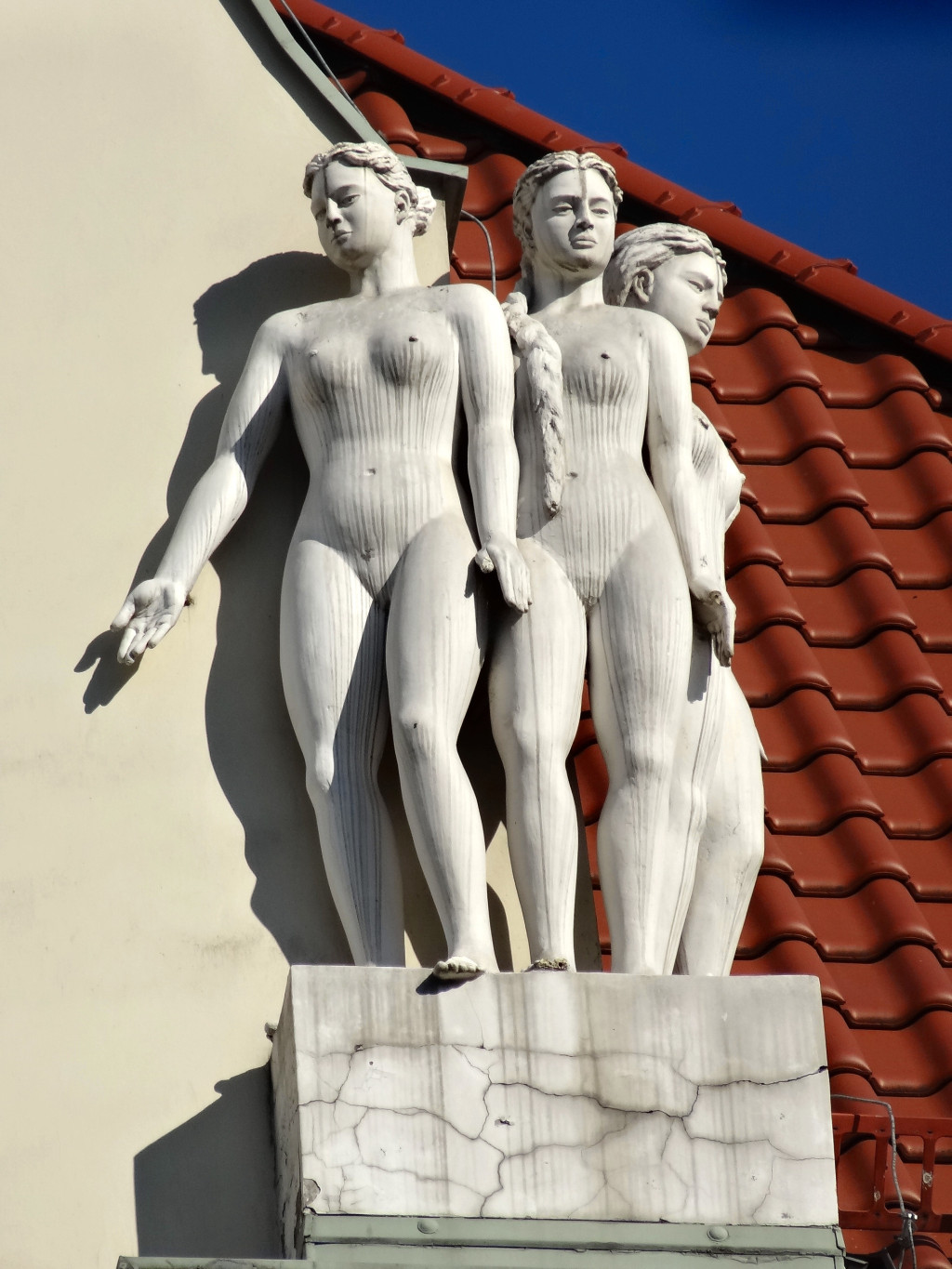
Figury
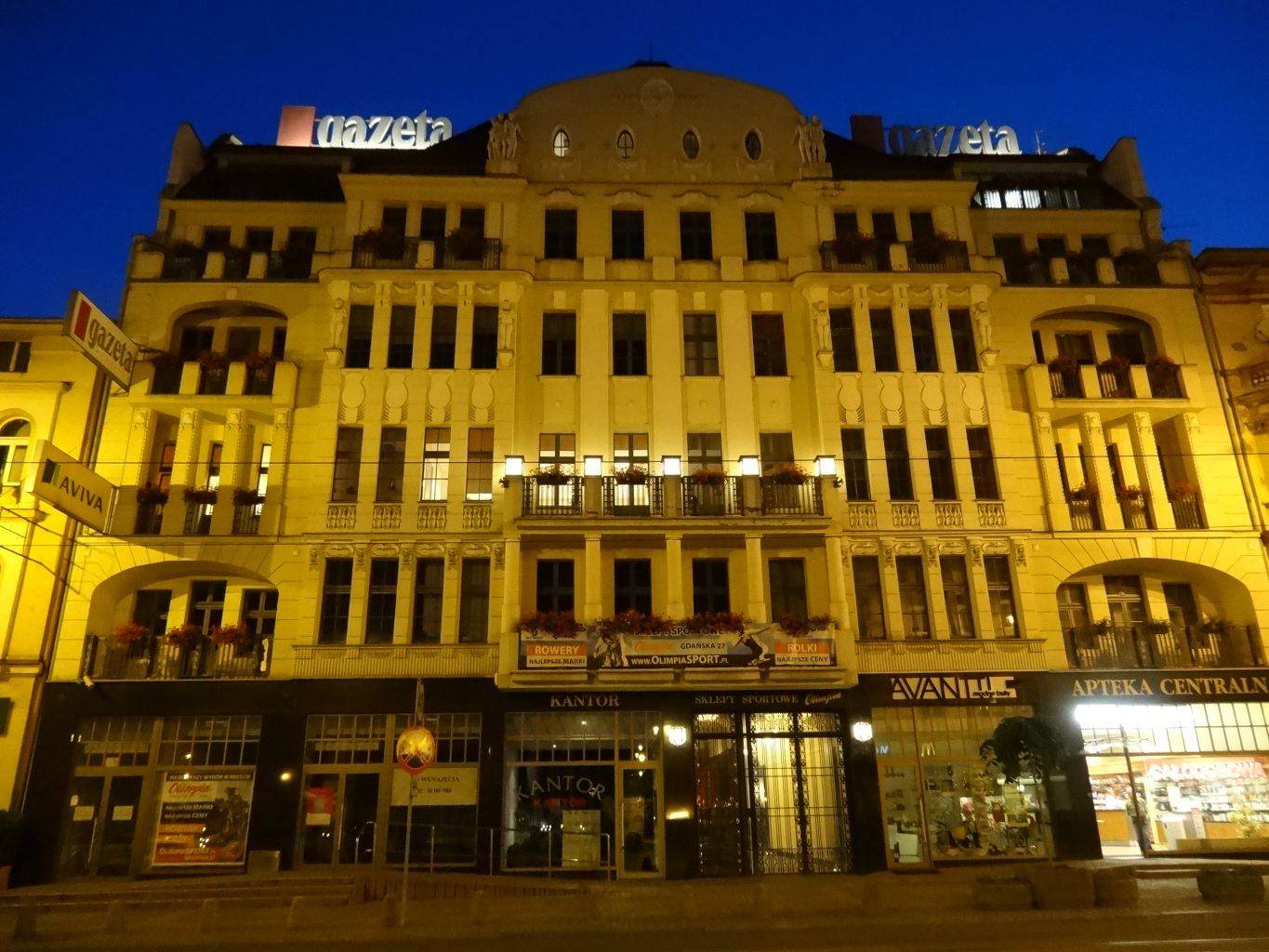
Nocą